# Le Déjeuner du 15 août
Pour les articles homonymes, voir 15 août (cinéma) et Quinze-Août.
Le Déjeuner du 15 août (Pranzo di ferragosto) est un film italien réalisé par Gianni Di Gregorio sorti en 2008.

## Synopsis
Gianni, la cinquantaine, habite à Trastevere avec sa mère Valeria. Gianni n'a ni travail ni famille, un certain penchant pour le vin blanc qu’il boit sans arrêt, et son occupation principale est prendre soin de sa mère. Même si Valeria descend de l’aristocratie romaine, ils sont criblés de dettes et ont un gros compte à régler à l’administrateur de la copropriété où ils habitent. Alfonso, l’administrateur, se présente chez eux en plein mois d’août, dans le cadre d’une Rome opprimée par la chaleur et presque désertée par ses habitants, et propose à Gianni de lui remettre ses dettes à une condition : Gianni devrait héberger la mère d’Alfonso pour deux jours, pour que celui-ci soit libre de partir le 15 août, le jour traditionnellement consacré aux vacances d’été en Italie. Gianni accepte, mais peu après Alfonso se présente lui amenant deux vieilles dames, sa mère Marina et de plus sa tante Maria ; et le lendemain c’est le médecin de famille, Marcello, qui à son tour prie Gianni d’accueillir sa propre mère Grazia. 
Gianni est presque obligé de rester seul chez soi avec les quatre femmes plus qu'octogénaires, qui ne tardent pas à révéler leurs personnalités et à s’adapter à la situation chacune de sa manière. Valeria, la plus BCBG, toujours soignée et élégante malgré une évidente déchéance physique, au tout début n’est pas enthousiaste d’avoir des hôtes dans son chez-soi, mais en peu de temps finit par apprécier beaucoup leur compagnie. Marina est la plus indépendante, au point de sortir toute seule la nuit pour aller prendre un pot et même de se concéder quelques coquetteries avec Gianni. Maria, Sicilienne d’extraction populaire, ne semble s’intéresser qu’au gratin de pâtes qui est servi au dîner, et dont elle-même est une spécialiste en tant que cuisinière. Grazia est apparemment timide, mais sait devenir très bavarde pourvu que quelqu’un l’écoute, et n’arrive pas à tolérer le strict régime que son fils le médecin lui a imposé, au point de manger en cachette la plupart des pâtes. Bref, contrairement à ce que Gianni imaginait, le déjeuner du 15 août devient une vraie fête pour tout le monde.
Le problème c'est plutôt que les quatre amies vont devoir se séparer très bientôt, et dès le lendemain rentrer chez leurs enfants respectifs, vraisemblablement pour retrouver la solitude et la condition d’hôtes tolérés typique de beaucoup de personnes âgées qui vivent en famille. Toutefois, les dames sont tout à fait disposées à payer quelques centaines d’euros pour que cette période de distraction ne se termine pas aussi tôt…

## Fiche technique
- Titre : Le Déjeuner du 15 août
- Titre original : Pranzo di ferragosto
- Réalisation : Gianni Di Gregorio
- Scénario : Gianni Di Gregorio,Massimo Gaudioso, Simone Riccardini
- Production : Matteo Garrone
- Pays d'origine :  Italie
- Langue originale : italien
- Durée : 85 minutes
- Dates de sortie : 
  - Italie : 2 septembre 2008
  - France : 11 mars 2009

## Distribution
- Gianni Di Gregorio : Gianni
- Valeria De Franciscis : Valeria, la mère de Gianni
- Marina Cacciotti : Marina, la mère d'Alfonso
- Maria Calì : Maria, tante d'Alfonso
- Grazia Cesarini Sforza (VF : Frédérique Cantrel) : Grazia, la mère de Marcello
- Alfonso Santagata : Alfonso, l'administrateur du syndic
- Luigi Marchetti : Viking
- Marcello Ottolenghi : Marcello, le docteur
- Petre Rosu
- Biagio Ursitti

Version française
- - Studio de doublage :
  - Direction artistique : Béatrice Delfe
  - Adaptation :

## Distinctions
- Mostra de Venise 2008 : prix Luigi De Laurentiis du meilleur premier film

## Autour du film
Ce film, réalisé en grande économie avec des moyens techniques limités et des acteurs non professionnels, s'est révélé un surprenant succès en Italie, aussi bien chez le public que chez la critique. L’idée d’assumer le point de vue de quatre personnes franchement vieilles les présentant comme des personnes à part entière sans qu’elles soient compaties ni tournées en ridicule, totalement inhabituelle et apparemment tout à fait pénalisante, a été par contre le point de force de ce film : le résultat est une subtile critique envers le schéma typique des comédies italiennes du début du XXIe siècle, qui repose invariablement sur les points fixes représentés par la jeunesse, la beauté, le couple, l’amour, le sexe.
Le titre original fait référence à la fête du Ferragosto.